# Блессон, Иоганн Людвиг Урбан
Иоганн Людвиг Урбан Блессон (нем. Johann Ludwig Urban Blesson, подписывался также Луи Блессон, фр. Louis Blesson; 27 мая 1790, Берлин — 20 января 1861, Берлин) — прусский военный историк и теоретик, инженер.

## Биография
Родился в семье Николаса Томаса Блессона (1757—1842), придворного повара короля Фридриха II. Изучал горное дело и выучился на инженера в этой области, однако непосредственно по специальности (горный инженер) практически никогда не работал. В 1811—1812 гг. начал заниматься естественнонаучными разысканиями, изучая свойства железного шпата.
В 1813 году Блессон поступил добровольцем на военную службу и по просьбе генерала Герхарда Шарнхорста был первоначально направлен заниматься производством боеприпасов, затем в качестве инженера фортификационных сооружений принимал участие в устройстве укреплений лагеря при городе Варта. Участвовал в ряде сражений Войны шестой коалиции, в частности в битвах при Мобёже, Филиппвиле и Рокруа; за доблесть в последнем из них получил Железный крест. Событиям, свидетелем и участником которых Блессон был в этот период, посвящена его первая военно-историческая работа «К истории осадной войны во Франции в 1815 году» (нем. Beitrag zur Geschichte d. Festungskieges in Frankreich im J. 1815; 1818).
Произведённый в 1818 году в капитаны, преподавал в Берлинской военной школе и был также назначен членом военно-экзаменационной комиссии. В 1820 году майор Блессон вместе с Карлом фон Деккером и Фердинандом фон Малишевским основал периодическое печатное издание «Militär-Litteraturzeitung» («Военно-литературная газета»), редактором которой состоял на протяжении сорока лет и в которой писал под знаком «2*». В 1822 году сопровождал генерала Густава фон Рауха в продолжительной ознакомительной поездке по России. В 1824 году он начал издавать ещё одну газету: «Militär-Wochenblatt» а затем, вместе с Деккером и Людвигом Фридрихом фон Цириаци, «Zeitschrift für Kunst, Wissenschaft und Geschichte Des Krieges», который послужил примером для аналогичного французского издания «Spectateur Militaire». На протяжении 1820-х гг. выпустил целый ряд книг по истории и теории военного искусства, в том числе «История войны коалиции против Франции» (фр. Histoire de la Guerre des Alliés contre la France; 1822), «Русский поход 1812 года» (нем. Der Feldzug in Rußland 1812; 1824), «Фортификация для всех видов войск» (нем. Die Fortification für alle Waffen; 1827), «История великого фортификационного искусства» (нем. Geschichte der großen Befestigungskunst; 1830).
В 1829 году получил назначение инженером в крепость в Штральзунде и, найдя это назначения для себя оскорбительно незначительным, вышел в 1830 году в отставку в чине майора. В 1832 году опубликовал, на основе сделанных в 1810-е гг. наблюдений, статью «Наблюдения за блуждающими огнями» (англ. Observations on the Ignis Fatuus, or Will-with-the-Wisp, Falling Stars, and Thunder Storms; 1832), в которой оставил первое достоверное описание блуждающих огней. Продолжая заниматься военной теорией, выпустил в 1835 году книгу «История осадной войны, или Наступательные укрепления» (нем. Geschichte des Belagerungskrieges oder die offensiven Befestigungen). В 1830-е гг. увлёкся пенсионным страхованием, в 1839 году основал собственную страховую компанию, которой руководил до конца жизни, в 1840 году напечатал книгу «Учреждения пенсионного страхования в их значении для мира в настоящем и в будущем» (нем. Rentenversicherungs-Anstalten in ihrer Bedeutung für die Mit- und Nachwelt). Изучал также проблему водоснабжения Берлина, изложив свои выводы в соответствующей книге (нем. Die Bewässerung Berlins; 1843).
Во время событий 1847—1848 годов выступил убеждённым противником конституционного движения. Заново опубликовал написанную в 1821 году (в связи с Неаполитанской революцией) брошюру «Соображения относительно способности военных принимать участие в политических делах отечества» (нем. Betrachtungen über die Befugniß des Militärs, an politischen Angelegenheiten des Vaterlandes Theil zu nehmen). В июне 1848 года Блессон возглавил отряд берлинских дружинников, но уже через две недели, после того, как вышедшая из-под контроля толпа взяла штурмом берлинский цейхгауз, подал в отставку.
В 1851 году опубликовал свою последнюю книгу «Священник, юрист и солдат» (нем. Priester, Jurist und Soldat).

## Семья
В январе 1815 года женился на Каролине Констанции Верона (1793—1819), дочери работавшего в Берлине итальянского художника-сценографа Бартоломео Вероны, став таким образом свояком скрипача Пьера Роде. Первая жена Блессона умерла при родах. В 1820 году он купил дом на Унтер-ден-Линден, в котором ранее жил с женой, у своей тёщи Софии Верона, а ещё через год женился вновь на Катерине Шмеддинг, дочери крупного чиновника Иоганна Генриха Шмеддинга. В этом браке родились 11 детей, из которых выжили четверо; старшая дочь Элиза в дальнейшем вышла замуж за художника Чезаре Муссини.

## Избранная библиография
- Beitrag zur Geschichte des Festungskrieges in Frankreich 1815. Berlin (1818)
- Histoire de la Guerre des Alliés contre la France, 1822
- Feldbefestigungskunst. Berlin (1825)
- Histoire de l’expédition de Russie en 1812. 2 Bde. Berlin (1824, совм. с Шамбре)
- Der Feldzug in Rußland 1812, 1824
- Die Fortification für alle Waffen, 1825
- Übersicht der Belagerungskunst. Berlin (1827)
- Lehre vom graphischen Defilement. Berlin (1828)
- Von den Luftbällen als Rekognoszirungs-Mittel im Kriege[7]
- Geschichte der großen Befestigungskunst, 1830
- Traité de la guerre contre les Turcs, 1830
- Befestigungskunst für alle Waffen. 3 Bde. Berlin (1821-35)
- Suum cuique. Berlin (1850)
- Betrachtungen über Gegenstände der Kriegsphilosophie (als Herausgeber). Berlin (1835)
- Gewerbefreiheit und Gewerbeordnung", 1832;
- Rentenversicherungs-Anstalten in ihrer Bedeutung für die Mit- und Nachwelt, 1840
- Die Bewässerung Berlins, 1843
- Geschichte der Berliner Bürgerwehr (Soldatenfreund 19. Jahrg., 2., 4., 10. Heft; 20 Jahrg., 9. Heft; 22 Jahrgang, 5. Heft).
- Priester, Jurist und Soldat 1851.